# Suzuki GSF600
La Suzuki Bandit 600 o Suzuki GSF600 fue un modelo de motocicleta tipo naked parte de la línea de motocicletas Bandit fabricada por Suzuki de 1995 hasta el año 2003.

## Modelos
1995
La naked GSF600 N Bandit fue presentada en febrero.  
Estaba basada en el estilo de la preexistente Suzuki GSF400 Bandit, pero con un motor resintonizado tomado de la GSX600. Las 600 Bandits venían con un estrella frontal de 15 dientes y estrella trasera de 48 dientes conectados por una cadena 530V 110.
1996

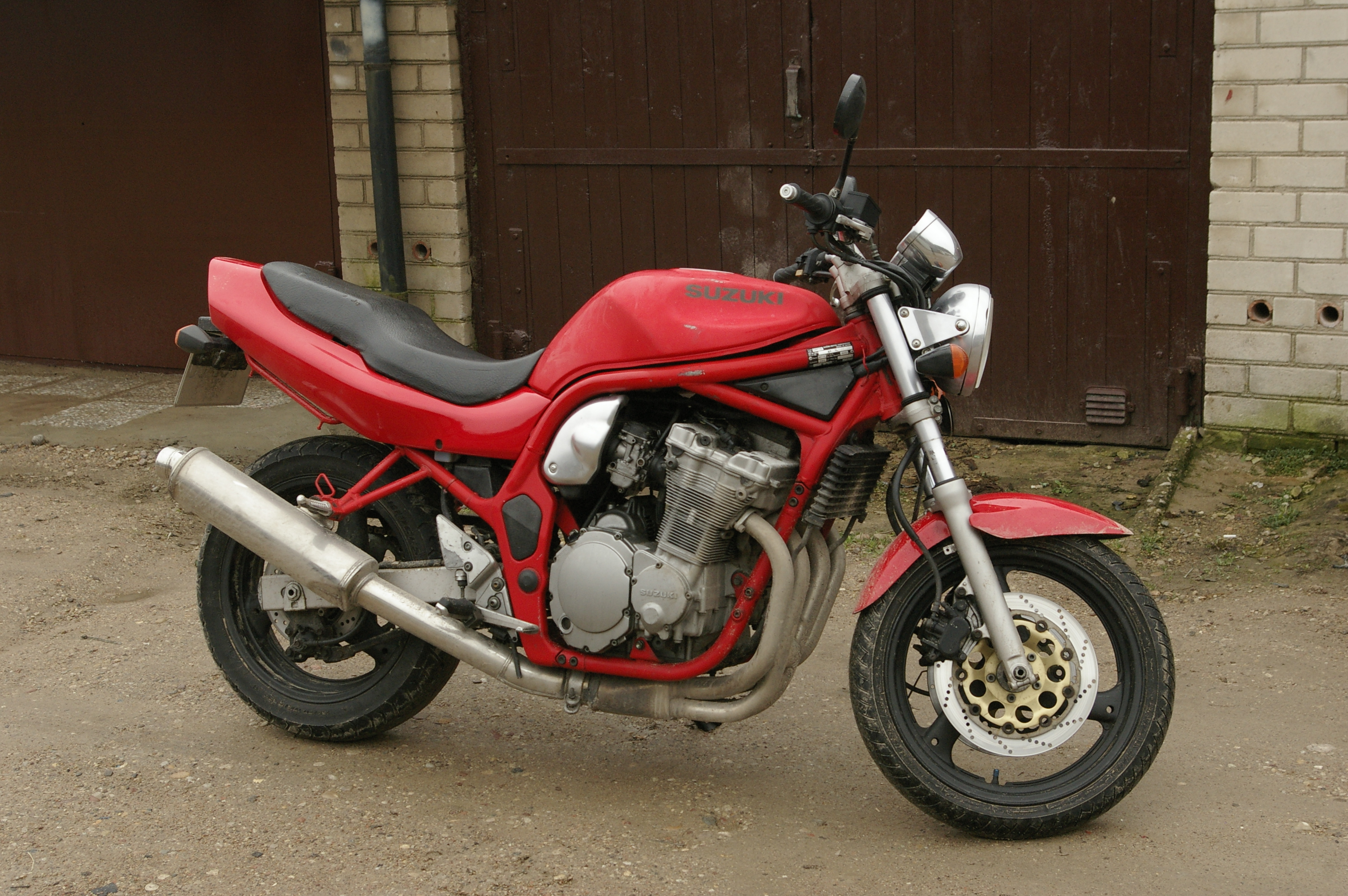
1996 Suzuki Bandit GSF600N

El modelo carenado 'S' fue introducido, conocido como "carenado bikini" por lo pequeño.
1997
Cambios menores: Interruptor de clutch de modo que hay que presionar el clutch para poder arrancar la motocicleta y calentador en los carburadores.
1998
En el modelo N se agregaron carriles para que el pasajero se sujetara.  El modelo S sin cambios.
1999
Presentación de defensa trasera absorbedora de choques, la suspensión tenía ajuste de rebote y precarga.
2000
Los primeros cambios mayores fueron hechos este año.
- Nuevo colín.
- Instrumentos completamente electrónicos.
- Nuevos carburadores.
- Filtro de combustible adicional.
- Pinzas de freno tokito mejoradas.
- Tanque de combustible de 20 litros (antes era de 19).
- Mejoras al cuadro y a la geometría de giro.
- Asiento a menor altura.
- Modelo S: Nuevo medio carenado con luces frontales dobles.

2001
Sin cambios significativos.
2002
Se vuelve estándar el medidor de combustible.
2003
Sin cambios significativos.
2004
Último año de  venta de la 600.
Cambio del silencioso del escape por otro más grande y silencioso.